# Шаврово (Кирилловский район)
Шаврово — деревня в Кирилловском районе Вологодской области.
Входит в состав Алёшинского сельского поселения, с точки зрения административно-территориального деления — в Алёшинский сельсовет.
Расстояние до районного центра Кириллова по автодороге — 13,4 км, до центра муниципального образования Шиндалово по прямой — 0,9 км. Ближайшие населённые пункты — Крапивино, Шексна, Иванов Бор, Сокирино, Шиндалово, Кузино, Щетинино, Поповская.
По переписи 2002 года население — 12 человек.